# Repassage
Repassage, hrvatski glazbeni sastav iz Splitu. Sviraju gipsy jazz/swing/bossanova/etno (p)okret.

## Povijest
Ime je izabrao gitarist Kajo, po francuskoj riječi za glačanje. Često je govorio "Hoćemo li ispeglat ovu stvar?"
Aktivno su na glazbenoj pozornici od 2012. godine. Okupili su se oko stilskog pravca tzv. "gipsy swinga", slavnih hitova Djanga Reindharta i Stéphanea Grapellija. Cljali su obilježiti širok spektar glazbenog izričaja, od brzih swing ritmova i romskih tradicijskih pjesama odsviranih u jazz maniri do ugođajnih i melankoličnih balada toga vremena, s tendencijom ka izdavanju autorskog materijala.
2014. godine prijavili su se na nekoliko autorskih festivala.  te smo ušli u finale St@rt festivala u Splitu, pobijedili na West Herzegowina festu u Širokom Brijegu i na festivalu "Za škoj sve bi da" na Lastovu. Svirali su u revijalnom programu Splitskog festivala. Pobijedili su 2015. godine na natjecanju sastava "HR demo klub", te osvojili prvo mjesto i snimanje autorskog albuma. Nastupom su zaslužili najbolje ocjene stručnoga ocjenjivačkog suda radijskih i televizijskih urednika HRT-a i gošće komentatorice Remi iz Elementala. Od tada intenzivno rade na autorskim skladbama koje su se žanrovski razvile u nekoliko pravaca. Najavili su na albumu prvijencu osim swinga i bossa novu, etno i latin utjecaje. 2019. godine nastupili su na festivalu jazza Split At Night. Autorstvo glazbe potpisuje trio Galić/Milišić/Pažanin, dok je za stihove zadužena isključivo Jelena Galić.
Nastupili su na humanitarnom koncertu u za poplavljena područja Slavonije 2014. godine "Sušenje". Koncert je održan 24. svibnja 2014. godine. 

## Članovi
Članovi dolaze iz Splita i Imotskoga. 
Članovi su:
- Jelena Galić - kontrabas / vokal
- Kajo Milišić - gitara
- Marko Pažanin - gitara
- Duje Divić - saksofon
- Mario Penton Hernandez - udaraljke
- Martina Matković - udaraljke[3]

## Nagrade
Uspjesi:
- finale festivala St@art
- nagrada za najbolju skladbu (Medicina) - Lastovo, festival "Za škoj sve bi da"
- 1. mjesto - West Hercegowina Fest 2014., Široki Brijeg
- 1. mjesto - HR Demo Klub, Zagreb

## Vanjske poveznice
- Facebook
- YouTube